# Lionbridge
Lionbridge Technologies, Inc. (NYSE LIOX), coneguda com a Lionbridge, és una empresa establerta a Waltham, Massachusetts, (EUA) que ofereix serveis de traducció, localització, internacionalització, interpretació, desenvolupament de contingut, desenvolupament de programari i proves de programari.
L'empresa, constituïda en 1996, opera en més de 26 països com Espanya, Irlanda, França, l'Índia, Polònia, el Japó, la República Popular de la Xina i el Brasil. És considerada una de les companyies més importants al món en la indústria de la traducció.

## Arxiu de notícies

### Premis i reconeixements
A l'octubre de 2008, Lionbridge va ser triada "Proveïdor de l'any" per Microsoft. Seleccionats per un grup d'executius de Microsoft, els guanyadors d'aquest premi a l'excel·lència de MSVP, MSVP Excellence Awards, són guardonats pel servei excepcional que presten a l'empresa. Per poder participar en aquest concurs, els proveïdors han de ser nominats per un empleat de Microsoft en funció d'aspectes com el valor, la qualitat, la flexibilitat, la innovació, la seguretat i la privadesa.
Al setembre de 2008, Lionbridge va ser seleccionada per TrainingOutsourcing.com com una de les 20 empreses de la indústria de la subcontractació per a la formació en 2008. Es tracta del tercer any consecutiu que Lionbridge forma part d'aquesta llista.
També en aquest mateix mes, Lionbridge va guanyar el premi internacional Stevie® pel "Millor producte o servei nou - Serveis". Lionbridge va ser reconeguda en aquesta categoria gràcies a la seva “Linguistic Toolbox,” un component de la seva plataforma SaaS (Software as a Service) de Freeway basada en la web.

### Formació en SIDA
En 2006, Lionbridge va col·laborar amb el Projecte Well per crear una solució de traducció, gestió i manteniment de contingut en el lloc web Well Project, per ajudar a les dones amb VIH i sida.

## Logoport
Logoport és un programari de traducció assistida per ordinador que utilitza una memòria de traducció emmagatzemada a una base de dades central en línia, llançat al mercat a principis de 2005 per Bowne Global Solutions, que el setembre de 2005 fou comprada per Lionbridge Technologies.
La versió original era un complement per a Microsoft Word però actualment bases de dades i processament es realitzen al servidor. Fou la primera gran eina col·laborativa i massiva de traducció en línia de suport a professionals de la traducció, que va passar de tractar 36 milions de paraules el gener del 2007 a 60 milions mensuals un any després.
Aquesta memòria de traducció proporciona als traductors unitats de traducció anteriors de la comunitat similars en les quals es basen les noves traduccions. La configuració i les traduccions anteriors de la base de dades central, que pot contenir una immensa quantitat de paraules i oracions, poden utilitzar-se per realitzar la traducció a partir de les frases prèviament traduïdes. És un programa patentat propietari de l'empresa de localització Lionbridge.
La plataforma inicialment fou gratuïta per a les persones col·laboradores externes de Lionbridge, però posteriorment, a partir de juny de 2010 i amb pocs canvis, va convertir-se en Translation Workspace, que ja fou de pagament.